# Romeo und Julia

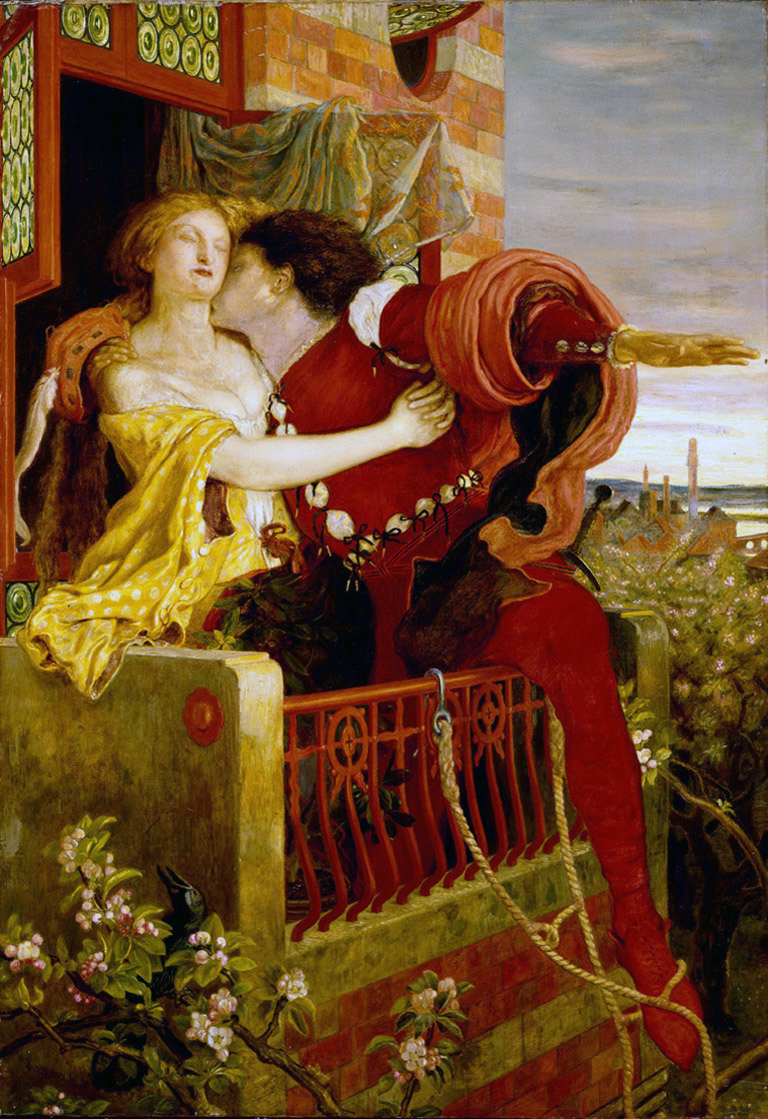
Romeo und Julia auf einem Gemälde von Ford Madox Brown (1870)

Romeo und Julia (frühneuenglisch The Most Excellent and Lamentable Tragedy of Romeo and Juliet) ist eine Tragödie von William Shakespeare. Das Werk schildert die Geschichte zweier junger Liebender, die verfeindeten Familien angehören und unter unglücklichen Umständen durch Selbstmord zu Tode kommen. Die Handlung des Stückes umfasst einen Zeitraum von fünf Tagen und spielt zur Sommerzeit in der norditalienischen Stadt Verona. Das Werk entstand vermutlich in den Jahren 1594–96. Es erschien erstmals 1597 im Druck. Shakespeares Hauptquelle war Arthur Brookes The Tragicall Historye of Romeus and Iuliet aus dem Jahre 1562. Romeo und Julia gelten als das berühmteste Liebespaar der Weltliteratur. Der Stoff ist in vielen Varianten musikalisch und literarisch verarbeitet worden, es gibt zahlreiche Verfilmungen, und auf der Bühne genießt das Werk seit seiner Entstehung eine ungebrochene Popularität.

## Übersicht

### Zusammenfassung
Die Tragödie spielt in der italienischen Stadt Verona und handelt von der Liebe Romeos und Julias, die zwei verfeindeten Familien angehören, den Montagues (Romeo) bzw. den Capulets (Julia). Die Fehde geht so weit, dass sich die Beteiligten regelmäßig zu Beleidigungen und blutigen Fechtkämpfen hinreißen lassen, sobald sie in der Stadt aufeinander treffen. Deshalb halten Romeo und Julia ihre Liebesbeziehung vor ihren Eltern verborgen. Ohne deren Wissen lassen sie sich vom Bruder Lorenzo trauen, der insgeheim hofft, auf diese Weise einen ersten Schritt zur Versöhnung der verfeindeten Familien beitragen zu können. Trotzdem kommt es zwischen Romeo und Tybalt, einem Capulet und Cousin Julias, zum Kampf, in dessen Verlauf Tybalt von Romeo getötet wird. Romeo wird aus Verona verbannt und muss nach Mantua fliehen. Julia, die nach dem Willen ihrer Eltern in aller Eile mit einem gewissen Paris verheiratet werden soll, bittet erneut Bruder Lorenzo um Hilfe. Dieser überredet sie, einen Schlaftrunk zu sich zu nehmen, der sie für mehrere Stunden in einen todesähnlichen Zustand versetzen werde, um so der Hochzeit zu entrinnen. Romeo soll durch einen Brief, der ihn allerdings wegen eines Missgeschicks nicht erreicht, von diesem Plan in Kenntnis gesetzt werden. In der Zwischenzeit sieht ein Freund Romeos die mittlerweile beigesetzte Julia in ihrer Familiengruft liegen, eilt zu Romeo und berichtet ihm vom angeblichen Tod seiner Geliebten. Romeo eilt nach Verona zum Grab seiner Frau, um sie noch ein letztes Mal zu sehen, dann nimmt er Gift und stirbt an ihrer Seite. Im selben Augenblick erwacht Julia aus ihrem todesähnlichen Schlaf, sieht, was geschehen ist, ergreift Romeos Dolch und tötet sich aus Verzweiflung ebenfalls. Als die verfeindeten Eltern von der tragischen Liebesbeziehung erfahren, erkennen sie ihre Mitschuld und versöhnen sich über dem Grab ihrer Kinder.

### Hauptcharaktere
Im Stück treten insgesamt 32 Personen und ein Chor auf. Die Angehörigen zweier verfeindeter Familien stehen im Zentrum der Handlung. Zur Familie der Capulets gehören neben Julia und ihren Eltern die Amme der Julia, ihr Freier Paris und ihr Cousin Tybalt. Zur Familie der Montagues gehören Romeo und seine Eltern, Romeos Cousin Benvolio, sein Mentor Bruder Lorenzo und sein Freund Mercutio. Der Bau der Figurengruppen ist insgesamt sehr symmetrisch.

### Erzählte Zeit und Orte der Handlung
Die Handlung umfasst die Zeit von etwa einer Woche. Das Werk spielt in den oberitalienischen Städten Verona und Mantua im 16. Jahrhundert.

## Inhalt

### Akt I
Das Drama beginnt mit einem Prolog in Form eines Sonetts, in welchem dem Publikum mitgeteilt wird, dass die unter einem unglücklichen Stern stehenden Liebenden (star-crossed lovers), Romeo und Julia, verfeindeten Familien angehören, sterben und durch ihren Tod ihre streitenden Familien versöhnen werden.
[Szene 1] Die Diener der verfeindeten Häuser Capulet und Montague beginnen auf einem öffentlichen Platz Veronas Streit. Benvolio, der Neffe Montagues, will einen Kampf verhindern, doch Tybalt, der Neffe Capulets, fordert auch ihn zum Kampf auf. Schnell ist eine große Menschenmenge beteiligt; Parteigänger eilen hinzu, schließlich auch die Oberhäupter der beiden Familien. Der Fürst von Verona ist außer sich vor Zorn über den öffentlichen Kampf und verhängt für zukünftige derartige Vorfälle die Todesstrafe. Romeo war bei diesem Kampf nicht anwesend, und seine Eltern erkundigen sich bei Benvolio nach ihm. Sie erfahren, dass er unglücklich in die kühle Rosalinde verliebt ist und einsam durch die Landschaft streift. Als Romeo selbst erscheint, möchte Benvolio ihm aus seiner Melancholie heraushelfen, doch Romeo wehrt alle Versuche seines Freundes mit geistreichen Wortspielen über seine Liebeskrankheit ab. [Szene 2] Verona, eine Straße: Graf Paris hält bei Capulet um Julias Hand an. Capulet ist darüber zwar erfreut, hat aber Bedenken, dass die noch nicht vierzehnjährige Julia gegenwärtig zu jung für eine Heirat sei. Deshalb lädt er den Freier für den Abend zu einem großen Tanzfest ein, bei dem er beginnen soll, Julias Gunst zu erringen. Ein Diener bekommt eine Gästeliste und soll in Verona Einladungen verteilen. Der des Lesens unkundige Diener fragt die herbeikommenden Romeo und Benvolio, ob sie ihm die Namen vorlesen könnten. Rosalinde wird auch auf dem Ball sein, deshalb überredet Benvolio Romeo, mit ihm maskiert auf das Fest der Capulets zu gehen und seine Angebetete mit anderen anwesenden Mädchen zu vergleichen. [Szene 3] Die folgende Szene spielt in Verona, in Capulets Haus. Gräfin Capulet lässt von Julias Amme, einer recht redseligen Person, ihre Tochter zu sich holen. Sie sagt Julia, dass Graf Paris um sie angehalten habe und sie ihn auf dem abendlichen Fest kennenlernen werde. Die Amme ist begeistert, Julia dagegen sehr zurückhaltend, sagt aber zu, dass sie sich den Freier anschauen werde. [Szene 4] Verona, vor Capulets Haus: Romeo und seine Freunde Benvolio und Mercutio haben sich maskiert und sind bereit, auf das Fest der Capulets zu gehen. Die Freunde wollen Romeo mit schlüpfrigen Wortspielen aus seiner Liebesmelancholie reißen. Vor allem Mercutio tut sich hervor mit einer langen phantastischen Rede über Queen Mab, die Hebamme der Elfen. All das aber kann Romeo nicht aus seiner düsteren Stimmung reißen: Er behauptet, eine Vorahnung seines bevorstehenden Todes zu haben. [Szene 5] Verona, eine Halle in Capulets Haus: Capulet heißt alle seine Gäste, ganz gleich ob eingeladen oder nicht, herzlich willkommen. Romeo erblickt Julia und verliebt sich auf den ersten Blick in sie. Er ist überzeugt, noch nie zuvor eine solche Schönheit gesehen zu haben. Tybalt erkennt Romeo trotz Maske an dessen Stimme und will sofort mit ihm kämpfen. Doch Capulet weist seinen aggressiven Neffen zurecht und erklärt ihm, dass Romeo sein Gastrecht genieße und ein Ehrenmann sei. Romeo hat sich inzwischen Julia genähert, beide verlieben sich ohne Umstände, formuliert in einem gemeinsamen Sonett. Romeo muss gehen, nicht ohne vorher noch zu erfahren, dass Julia die Tochter der Familie Tybalts ist, und Julia muss zu ihrer Bestürzung erfahren, dass sie ihr Herz an einen Mann aus der ebenfalls gegnerischen Familie verloren hat.

### Akt II
Prolog: Wiederum in einem Sonett wird dem Publikum noch einmal die Situation der Liebenden vor Augen gestellt: Beide sind verliebt in einen Todfeind. Zugleich deutet das Gedicht an, dass die Leidenschaft der beiden Wege finden wird, ihre Liebe trotz der ungünstigen Umstände zu verwirklichen.
[Szene 1] Verona, eine Straße bei Capulets Garten: Romeo, den es zu Julia zieht, verbirgt sich im Garten vor seinen Freunden, die ihn vergeblich suchen. Mercutio, wie es seine spöttische Art ist, beschwört den liebeskranken Romeo, als sei dieser ein verwirrter Geist, und macht dazu anstößige Bemerkungen. Als sich Romeo nicht zeigt, gehen Benvolio und Mercutio ohne ihn nach Hause. [Szene 2] Verona, Capulets Garten. In der sogenannten Balkonszene erscheint Julia am Fenster. Romeo hört, wie sie von ihrer Liebe zu ihm spricht, tritt hervor und gesteht seinerseits auch ihr seine Liebe. Julia ist erschrocken, aber auch beglückt, und lässt sich von Romeo wiederholt beteuern, wie ernst er es mit ihr meint. Die Liebenden verabreden, sich bereits am nächsten Tag trauen zu lassen, Julias Amme soll Romeo Bescheid geben. [Szene 3] Bruder Lorenzo ist bei der Arbeit in seiner Zelle, er bewirtschaftet den Garten der Mönche und offenbart schon hier hervorragende Kenntnisse über Heilpflanzen. Romeo kommt und bittet Lorenzo, die heimliche Vermählung mit Julia vorzunehmen. Lorenzo kritisiert Romeo zunächst, weil dieser Rosalinde so schnell vergessen habe, was bei ihm Zweifel an der neuen Begeisterung erweckt. Dennoch willigt er ein, in der Hoffnung, durch diese Trauung den unseligen Streit der Familien endlich beenden zu können. [Szene 4] Verona, eine Straße: Mercutio und Benvolio fragen sich, wo Romeo bleibt, Tybalt hat ihren Freund nämlich zu einem Duell herausgefordert. Mercutio lässt in einer leidenschaftlich zugespitzten Rede seine Verachtung für den seiner Meinung nach affektierten Duell-Fanatiker Tybalt erkennen. Romeo tritt auf. Die Freunde ergehen sich eine Zeitlang in anzüglichen Wortspielen, bis Julias Amme erscheint, die erst Mercutios böse Scherze ertragen muss, bevor ihr von Romeo mitgeteilt wird, dass die Hochzeit eine Stunde später in Bruder Lorenzos Zelle vollzogen werde. [Szene 5] Verona, Capulets Garten: Julia wartet ungeduldig auf die Amme. Diese lässt das junge Mädchen nach ihrer Ankunft erst einmal etwas zappeln, bevor sie ihr mitteilt, wann und wo die heimliche Hochzeit stattfinden soll. [Szene 6] Verona, Bruder Lorenzos Zelle: Lorenzo vermählt Romeo und Julia. Er ist inzwischen völlig überzeugt, den jahrelangen Streit der verfeindeten Familien so beenden zu können. Dennoch mahnt er seinen Schützling Romeo noch einmal zur Mäßigung.

### Akt III
[Szene 1] Verona, ein öffentlicher Platz: Benvolio bittet Mercutio mit ihm heimzugehen, denn es sei ein heißer Tag und die Anhänger der Capulets seien auf Streit aus. Mercutio wirft Benvolio scherzhaft vor, selbst ein streitlustiger Charakter zu sein, und macht keine Anstalten, den Platz zu verlassen. Tybalt kommt und fragt nach Romeo. Dieser erscheint und wird von Tybalt zum Duell gefordert, was Romeo ablehnt, denn er weiß ja, dass er nun mit Tybalt verwandt ist. Stattdessen will er Frieden stiften. Mercutio mischt sich ein und beginnt einen Fechtkampf mit Tybalt. Romeo geht schlichtend zwischen sie, in diesem Moment bringt Tybalt Mercutio heimtückisch eine tödliche Wunde bei. Mercutio verflucht die streitenden Häuser und stirbt. Romeo, außer sich vor Schmerz und Wut, zieht seinen Degen und ersticht Tybalt. Er erkennt, was er getan hat, und flieht. Das Volk eilt herbei, auch die Oberhäupter der Familien. Benvolio berichtet dem Fürsten von Verona vom Hergang des Kampfes. Gräfin Capulet fordert, Romeo zu töten, der Fürst aber bestraft ihn mit Verbannung, da Tybalt die Tat provoziert habe. [Szene 2] Verona, Capulets Haus: Julia erwartet wieder ungeduldig die Ankunft der Amme. Diese erscheint und klagt, so dass Julia zunächst annehmen muss, Romeo sei tot. Als sie erfährt, dass Romeo Tybalt erschlagen hat, ist sie zunächst entsetzt, schnell wird ihr aber klar, dass Tybalt der Provokateur gewesen sein muss. Da Romeo verbannt ist, glaubt Julia, sie werde ihre Hochzeitsnacht nie erleben, doch die Amme bietet ihr an, zu Romeo zu gehen und ihn für diese Nacht zu ihr zu holen. [Szene 3] Verona, Bruder Lorenzos Zelle: Romeo hat sich bei Lorenzo versteckt; er erfährt von seiner Verbannung und kann in ihr nur eine schlimmere Strafe als den Tod sehen, weil Verbannung die Trennung von Julia bedeutet. Die Amme erscheint, doch auch das bringt Romeo noch nicht zur Vernunft. Er will sich sogar töten, weil er fürchtet, Julia könne ihn, den Mörder Tybalts, nicht mehr lieben. Lorenzo nimmt ihm den Dolch fort und entwirft einen Plan: Romeo solle in dieser Nacht Julia noch einmal besuchen, sich dann aber eiligst nach Mantua begeben. Romeo lässt sich überzeugen, dass noch Hoffnung besteht. [Szene 4] Verona, Capulets Haus: Paris bringt erneut seinen Antrag bei Capulet vor. Zunächst abwehrend, setzt dieser dann überraschend eigenmächtig die Hochzeit für Donnerstag – also drei Tage später – fest. Gräfin Capulet soll Julia in Kenntnis setzen. [Szene 5] Verona, Capulets Garten: Nach der Hochzeitsnacht müssen sich Romeo und Julia trennen, denn die Lerche singt, ein Zeichen für den anbrechenden Morgen. Julia sagt, es sei die Nachtigall, um Romeo noch etwas bei sich zu behalten; doch als dieser einwilligt, dazubleiben und auch sterben zu wollen, willigt sie in seinen Abschied ein. Gräfin Capulet sucht Julia auf, um sie vom Entschluss des Vaters in Kenntnis zu setzen. Julia ist entsetzt und weigert sich. Capulet kommt hinzu und bringt sie mit groben Worten und der Drohung, sie zu enterben, zum Schweigen: Ihr Wille zähle hier nicht. Als die Eltern gegangen sind, rät auch die Amme Julia zur Hochzeit mit Paris. Verzweifelt beschließt Julia, Lorenzo um Rat zu fragen.

### Akt IV
[Szene 1] Paris bittet den überraschten Lorenzo, ihn am Donnerstag mit Julia zu vermählen. Julia erscheint, spricht ausweichend mit Paris, bis dieser voller Hoffnung geht. Julia bittet Lorenzo verzweifelt um einen Rat; finde er keinen, werde sie sich töten und zieht ein Messer. Lorenzo sieht eine Lösung: Er gibt Julia einen Schlaftrunk mit, der sie für 42 Stunden in einen scheintoten Zustand versetzen wird. Ihre Eltern werden sie bestatten, Romeo wird in der Zwischenzeit durch Lorenzos Mitbruder Markus benachrichtigt werden und sie aus der Familiengruft der Capulets befreien. Julia willigt ein. [Szene 2] Verona, Capulets Haus: Capulet lässt bereits Gäste zur Hochzeit Julias laden. Julia erscheint und gibt vor, in die Heirat einzuwilligen. Der glückliche Capulet verkündet daraufhin überraschend, dass die Trauung bereits am Mittwoch stattfinden soll, zieht sie also einen Tag vor. [Szene 3] Verona, Julias Zimmer: Julia durchlebt Angst und Zweifel: Will der Mönch sie aus dem Weg räumen? Wird das Aufwachen in der Gruft ihr nicht den Verstand rauben? In einer Schreckensvision erscheint ihr Tybalts blutiger Geist. Ihre Liebe aber ist letztlich stärker und sie trinkt das Mittel Lorenzos. [Szene 4] Verona, Capulets Haus: Im Haus Capulets wird die Hochzeit vorbereitet. Capulet ist aufgeregt und mischt sich ein, die Amme will ihn zu Bett schicken. Der Morgen ist aber schon angebrochen, daher schickt Capulet die Amme, Julia aufzuwecken. [Szene 5] Verona, Capulets Haus: Die Amme findet die scheintote Julia. Capulet, seine Frau und Paris kommen dazu; alle sind entsetzt und beklagen ihr grausames Schicksal. Lorenzo wird geholt und fordert die Trauernden auf, Fassung zu bewahren und Julia in die Familiengruft zu überführen.

### Akt V
[Szene 1] Mantua, eine Straße: Romeo deutet einen Traum, in dem er sich tot sieht und von Julia wieder zum Leben erweckt wird, als gutes Zeichen. Er erwartet Nachrichten von Lorenzo, stattdessen erscheint sein Diener Balthasar, der ihm von Julias Tod berichtet. Romeo entschließt sich spontan, dem Schicksal zu trotzen und sich im Tod mit Julia wieder zu vereinen. Von einem Apotheker kauft er sich Gift und macht sich auf den Weg zur Gruft der Capulets. [Szene 2] Verona, Bruder Lorenzos Zelle: Lorenzo erfährt, dass sein Mitbruder Markus den Brief an Romeo nicht zustellen konnte, da eine plötzlich ausbrechende Pest dies verhinderte. Lorenzo eilt zur Gruft, um Julia, die bald erwachen wird, in seine Zelle zu bringen. [Szene 3] Verona, ein Friedhof: Paris bringt Blumen auf den Friedhof, um sie für Julia vor die Gruft zu streuen. Als sein Diener jemanden kommen hört, verbergen sich beide und beobachten, wie Romeo beginnt, die Gruft aufzubrechen. Paris stellt Romeo zur Rede, dieser bittet ihn zu gehen, sonst werde er ihn töten müssen. Paris weicht nicht, sie ziehen die Schwerter und kämpfen, Paris stirbt. Romeo erfüllt dessen letzten Wunsch, in der Gruft neben Julia liegen zu dürfen. Er betrachtet die schlafende Julia noch ein letztes Mal und nimmt dann das tödliche Gift. Lorenzo trifft ein, als Julia erwacht und den toten Romeo erblickt. Er flieht jedoch vor den anrückenden Wachen. Julia küsst Romeos Lippen und ersticht sich mit seinem Dolch. Wachen und Volk eilen herbei. Montague berichtet, seine Frau sei aus Kummer über Romeos Verbannung gestorben. Lorenzo schildert dem Fürsten von Verona und den verbliebenen Oberhäuptern der Familien, was geschehen ist. Die alten Widersacher versöhnen sich erschüttert und beschließen ein Denkmal in pure gold für die beiden Liebenden zu errichten. Der Fürst spricht das Schlusswort:
For never was a story of more woe / Than this of Juliet and her Romeo.
„Denn niemals gab es ein so herbes Los / als Julias und ihres Romeos.“

## Literarische Vorlagen und kulturelle Bezüge

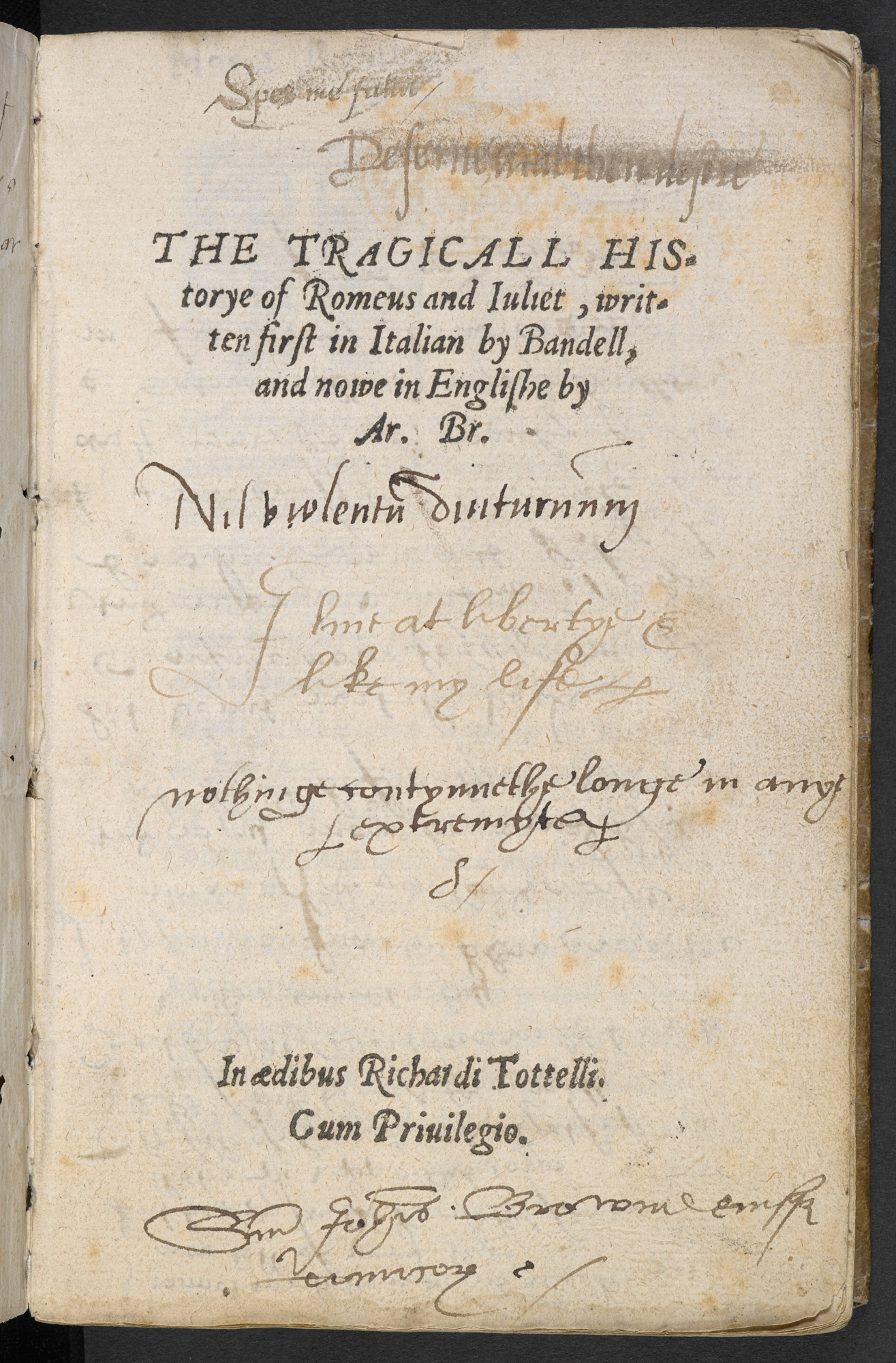
Arthur Brooke: The Tragicall Historye of Romeus and Juliet, 1562

Das Motiv der Liebenden, die durch widrige Umstände getrennt werden, wurzelt tief in Mythologie und Märchen. Beispiele oder Entsprechungen für solche Liebespaare finden sich etwa in den Sagen von Hero und Leander, Pyramus und Thisbe, Tristan und Isolde, Flore und Blanscheflur und Troilus und Cressida. In der Novellenliteratur der Renaissance wird die Geschichte in den grundlegenden Zügen bereits im Novellino des Masuccio von Salerno (ca. 1474–1476) dargeboten; durch neue Eigennamen und zusätzliche Handlungselemente wie etwa die Balkonszene oder den doppelten Selbstmord am Ende erhält sie bei Luigi da Porto um 1535 ihre vertraute Gestalt.
Das Schicksal von Troilus und Cressida wurde bereits von Geoffrey Chaucer in seinem Epos Troilus and Criseyde dargestellt. Dieses Werk beeinflusste stark Shakespeares unmittelbare Vorlage, Arthur Brookes Epos The Tragical History of Romeus and Juliet von 1562. Sowohl Brooke als auch sein Landsmann William Painter mit Rhomeo and Julietta von 1567 benutzten die französische Fassung von Pierre Boaistuau (1559), die wiederum auf Matteo Bandellos Romeo e Giulietta (1554) und Luigi da Portos Giuletta e Romeo (um 1530) zurückgreift. Die unter diesen Versionen bekannteste Fassung von Bandello weist bereits im Wesentlichen den gleichen Handlungsverlauf und das gleiche Figurenensemble auf wie Shakespeares Romeo und Julia.
Shakespeare arbeitete als Hauptquelle mit Brookes 3000 Verse langem epischen Gedicht, was schon an einer Reihe fast wörtlicher Übernahmen zu erkennen ist. Ob er auch Painters Werk benutzte, ist unklar, aber wahrscheinlich. So übernahm er vermutlich von Painter den Namen Romeo anstelle von Brookes Romeus. Im Wesentlichen lässt Shakespeare die Umrisse der Geschichte, wie Brooke sie präsentiert, bestehen, wobei die doppelte Thematik (Familienfehde und Liebesgeschichte) von Shakespeare – im Gegensatz zu Brooke – gleich zu Beginn des Dramas erwähnt wird und damit den Ablauf der Tragödie bestimmt. Bei Brooke entfaltet sich die Geschichte über einen Zeitrahmen von neun Monaten, bei Shakespeare wird sie auf wenige Tage gestrafft. Die Rollen von Tybalt und Paris werden dagegen von Shakespeare erweitert und vertieft. Darüber hinaus packt Shakespeare alle wichtigen Handlungsmomente in eine Folge von Szenen, die in sich spannende und dramatisch wirkungsvolle Vorgänge bilden. Durch die zeitliche Komprimierung wird in Shakespeares Tragödie zudem der kausale Zusammenhang der einzelnen Begebenheiten verstärkt und intensiviert. Während bei Brooke die heimliche Ehe zwei Monate dauert, bevor es zum Kampf mit den Capulets und zur Tötung Tybalts kommt, verbringen die beiden Liebenden in Shakespeares Werk nur eine einzige gemeinsame Nacht, in der sie bereits von Tybalts Tod und Romeos Verbannung wissen.
In der Vorrede von Brookes Gedicht wird der streng exemplarische Charakter der Erzählung betont; das tragische Ende wird als Bestrafung des Himmels für ungezügelte Leidenschaft und Ungehorsam gegen Eltern und Ratgeber dargestellt. Shakespeare eliminiert dagegen Brookes moralisierende Erzählerkommentare und verlagert sämtliche Reflexionen in das Bewusstsein der dramatischen Figuren mit ihrer jeweils eingeschränkten Perspektive. Auf diese Weise wird in Shakespeares Stück das Schicksalsverhängnis zu einer unerklärlichen und unberechenbaren Gewalt; in ihrer Unbedingtheit zerstört sich die Liebe selbst im unvermeidbaren Konflikt mit der Umwelt. In dem gedrängten Zeitablauf von vier Tagen und Nächten in Shakespeares Romeo and Juliet entstehen dabei zahlreiche Verkettungen und ironische Situationskontraste, die den Eindruck von tragischer Unaufhaltsamkeit verdichten. Im Gegensatz zu Brookes Vorlage ist Shakespeares Julia außerdem fast noch ein Kind; damit werden die Reinheit ihrer Liebe und ihr Reifen zur tragischen Heldin in den Vordergrund gerückt. Auch der lyrische Reichtum der Sprache, den Shakespeare für seine Darstellung der Liebesbeziehung von Romeo und Julia nutzt, hat keine Entsprechungen in seinen Vorlagen. So umfasst Romeo und Julia sogar mehr lyrische Passagen als nahezu alle späteren Schauspiele Shakespeares. Wie Mehl vor allem betont, hat Shakespeare Brookes sprachlich eher einfache und im Ton undifferenzierte Verserzählung u. a. durch die Einbeziehung komödienhafter Momente, die Bezüge auf die elisabethanische Liebeslyrik mit ihrer Metaphorik und die Aufnahme teils nahezu kasuistischer Reflexionen über Natur und deren Wirkung auf die Liebe umgeformt. Gegenüber Brooke finden sich in Shakespeares Werk zahlreiche Passagen, die als dramatisierte Liebessonette, in dramatische Handlung umgeformte Metaphorik oder visuell durch Handlung konkretisierte Bildvorstellungen in neuer Form erscheinen.
Mit dem zusätzlichen Ausbau der Nebenfiguren schafft Shakespeare weiterhin Gesprächspartner und Begleit- oder Kontrastfiguren für seine Hauptcharaktere, um so gleichermaßen das komödienhafte und spielerische Potenzial der Geschichte dramaturgisch effektvoller nutzen zu können. Die vor allem durch die Figur Mercutios entstehende bunte komödiantische Gegenwelt zur emotionalen Entrückung des Liebespaares ist ebenso Shakespeares eigenes Werk wie die Schiedsrichterrolle des Fürsten Escalus und die Rolle des „geistlichen Vaters“ Lawrence, die seinem Drama im Unterschied zu den Vorlagen bedeutsame politische und moralische Konturen verleihen.
Die verfeindeten Familien der Capulets und der Montagues sind hingegen keine Erfindung Shakespeares. Sie werden bereits im gut dreihundert Jahre früher entstandenen Werk Göttliche Komödie von Dante Alighieri als „Montecchi e Cappelletti“ als Beispiel für verfeindete Familien genannt.
Allgemein waren die italienischen Novellensammlungen in ihrer englischen Fassung im elisabethanischen England sehr beliebt und stellten eine Fundgrube für die Dramatiker dieser Zeit dar. Bereits in der ersten überlieferten Liebestragödie Gismond of Salerne, das zwischen 1566 und 1568 am Inner Temple gespielt wurde, wird eine Erzählung Boccaccios aus dem Decamerone in allerdings streng klassizistischer und damit eng begrenzter Form dramatisiert. Die überwiegende Anzahl der elisabethanischen Novellenadaptionen für die Bühne fallen in den Bereich der Komödie, wohingegen bei Shakespeare in seinem relativ frühen Werk deutlich das Bemühen erkennbar ist, eine neue Form der Tragödie zu entwickeln, die eine tiefergehende Charakterisierung und eine intensiveren Identifikation der Zuschauerschaft mit den Hauptfiguren und deren Erlebnisweisen ermöglichen.
Auch der vorgetäuschte Tod war ein beliebtes Element der elisabethanische Komödie als notwendiger Teil eines Planes, der schließlich zu einem guten Ende führen sollte. Shakespeare nutzt den Scheintod Julias jedoch in einer besonderen Weise: Er balanciert in dieser Szene nicht nur zwischen Komik und Tragik, sondern lässt Julia ihren Scheintod mit einer derartigen Intensität erleben, die auf ihren späteren Selbstmord vorausdeutet.
Gleichermaßen gehört die entschlossene Überlistung der von Profitdenken oder Familienegoismus geprägten Eltern durch ihre Kinder zu den traditionellen Motiven der italienischen Novelle und der Renaissancekomödie. Bei Shakespeare führt dagegen eine Kette unglückseliger Zufälle und Missverständnisse zu der Katastrophe im letzten Akt; diese ist jedoch nicht in der Handlungslogik als innere Notwendigkeit angelegt. Das Scheitern ihrer Liebesbeziehung ist im Stück nicht auf ihr eigenes Versagen oder ihre eigene Unzulänglichkeit zurückzuführen ist, sondern wird durch äußere Schicksalsmächte zerstört. Wenngleich die Formulierung von den „star-crossed lovers“ im Prolog zunächst eine deterministische Deutung suggeriert, bleibt Romeo und Julia laut Dieter Mehl „eine Tragödie des Zufalls“.
Der bereits anfangs in dem Prolog verwendete Ausdruck „civil blood“ (Z. 4) verweist laut Thomas Kullmann demgegenüber auf den zeitgenössischen politischen Kontext und weckt Assoziationen zu einem im elisabethanischen England weit verbreiteten Alptraum. Die Rosenkriege zwischen den beiden rivalisierenden Adelshäusern York und Lancaster im 15. Jahrhundert waren ebenso wie die gewaltsame Machtergreifung Queen Marys 1533 noch in guter Erinnerung. Aufgrund der konfessionellen Gegensätze und der ungeklärten Frage der Thronnachfolge Elisabeth I. bestand die Furcht vor einem neuen Bürgerkrieg, die man immer wieder versuchte durch Beschwörungen der nationalen Einheit und der Legitimität der Königin zu besänftigen. Insoweit deutet die Inszenierung des Zwistes zwischen den Montagues und den Capulets in einem leicht erfassbaren, bühnengerechten Rahmen auf das Szenario der Rosenkriege. In dem Prolog wird in den nachstehenden Zeilen pointiert auf den Zusammenhang zwischen der Liebesgeschichte von Romeo und Julia und dem Konflikt ihrer beiden Häuser hingewiesen und ein enger Zusammenhang zwischen privatem und politischem Geschehen hergestellt. Diese Vernetzung von öffentlichem und privatem Bereich, in die Fürst von Verona als höchster Staatsautorität eingreift und unter Androhung der Todesstrafe den Friedensschluss einfordert, durchzieht das gesamte Stück. Dieses Bestreben um eine Wiederherstellung der gestörten Ordnung spiegelt sich auch in der unmittelbar folgenden Szene. Romeos anfänglicher Zustand der Melancholie mit seinem aufgewühlten Gemüt stellt als emotionales Chaos nach den neuplatonischen Vorstellungen der kosmologischen Ähnlichkeitsrelationen gleichermaßen eine gestörte Ordnung dar. Demgemäß sind seine Angehörigen – so wie der Fürst zum Frieden aufruft – darum bemüht, den Grund für seine Melancholie herauszufinden und zu beheben; das äußere Geschehen findet seine Entsprechung auf der inneren Ebene.
Aufgrund der Feindschaft zwischen den Familien stellt auch Friar Lawrence seine Bedenken aufgrund der Jugendlichkeit des Paares und der Plötzlichkeit ihrer Liebe zurück und zeigt sich bereit, das Heiratsbegehren des beiden zu erfüllen. Eine solche Bereitschaft, eine Trauung ohne Kenntnis und Einwilligung der Eltern zu vollziehen, bestand im damaligen England auch bei zahlreichen anderen Geistlichen. Friar Lawrence ist sich dabei allerdings der politischen Implikationen seines Handeln durchaus bewusst: Die Verbindung der beiden Liebenden soll zu einer Versöhnung der verfeindeten Häuser beitragen, da er annimmt, dass eine vollzogenen Eheschließung sowohl von Romeos als auch von Julias Eltern akzeptiert und im Interesse ihrer Kinder zu einer Einstellung der Feindseligkeiten führen werde.
Romeo wird jedoch unwillentlich wieder in die Rivalitäten und Streitigkeit der beiden Familien hingezogen, und nach der Erschlagung Tybalts begreift der Fürst diesen blutigen Streit der Häuser als Angriff auf seinen eigenen Körper (III,1,189): Da der Körper des Fürsten zugleich den body politic verkörpert, ist es der Staatskörper Veronas, der blutig daliegt.
Friar Lawrence sowie auch die Nurse überreden Romeo nach seiner Verbannung, noch vor seiner Flucht die Hochzeitsnacht mit Julia zu verbringen: Auch dieses private, intime Ereignis weist zugleich eine politische Dimension auf: Erst durch die Erfüllung der Hochzeitsnacht erhält die Ehe den damaligen Vorstellungen gemäß ihre volle Gültigkeit; anderenfalls könnte sie wieder annulliert werden.
Die Liebesziehung triumphiert jedoch nur für sehr kurze Zeit; der Streit der Häuser holt Romeo selbst an Ende des Dramas wieder ein: Auf dem Weg zu Julias vermeintlicher Grabstätte wird er in dem Konflikt der Familien zum Zweikampf aufgefordert und tötet den Grafen, dem Julia ohne ihr Einverständnis von ihren Eltern als Braut versprochen war. Erst der gemeinsam empfundene Schmerz um den Verlust ihrer jeweiligen Kinder begründet den Friedensschluss und die Aussöhnung der verfeindeten Familien am Dramenschluss. Die gestörte innere und äußere Ordnung scheint damit vorerst wiederhergestellt zu sein.

## Datierung

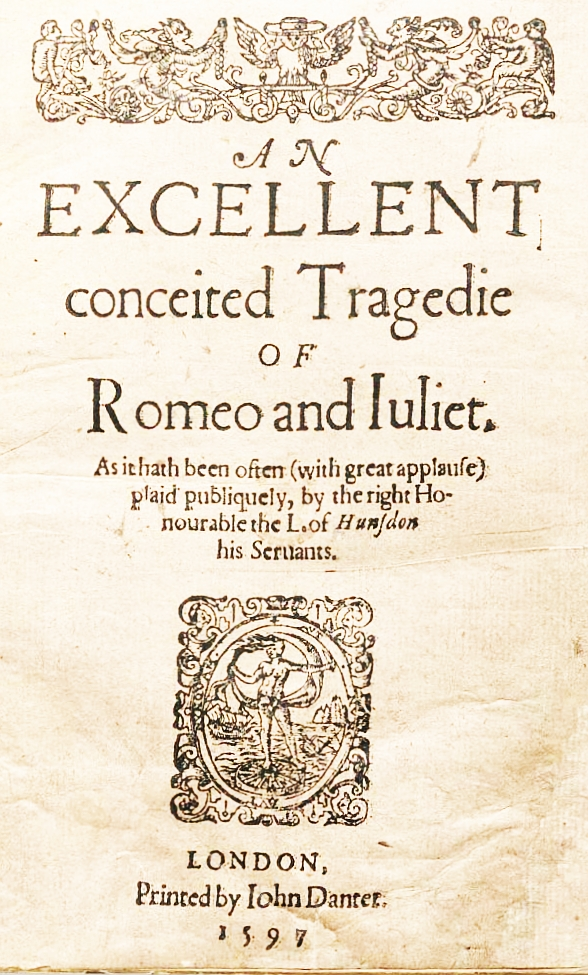
Titelseite des ersten Quarto-Drucks von Romeo und Julia (1597)

Der genaue Entstehungszeitpunkt des Dramas ist nicht überliefert und hat in der Forschung im Hinblick auf im Text vorhandene historische Bezüge oder aber intertextuelle Vergleiche als Datierungsgrundlage zu unterschiedlichen Hypothesen und Vermutungen geführt. Der Zeitraum der Entstehung lässt sich jedoch aufgrund verschiedener Indizien mit sehr großer Sicherheit auf die Jahre zwischen 1591 und 1596 eingrenzen.
Das Stück kann nicht später als 1597 entstanden sein (terminus ante quem), da in diesem Jahr die erste unautorisierte Quarto-Ausgabe des Stückes, allerdings noch ohne Nennung des Verfassers, unter dem Titel An Excellent Conceited Tragedie of Romeo and Juliet erschien. Das Titelblatt dieser Erstpublikation vermerkt zahlreiche vorausgegangene öffentliche Aufführungen des Stücks (As it hath been often (with great applause) plaid publiquely) durch die Schauspielgruppe der right Honourable the L[ord] of Hunsdon his Seruants, wie sich die Truppe Shakespeares zwischen Juli 1596 und März 1597 nannte. Die erste historisch belegte Aufführung des Stückes fand ebenfalls 1597 statt.
Ebenso legen weitere externe Beweise – wie etwa eine nicht mehr abbrechende Reihe von Zitaten aus dem Stück in anderen Schauspielen ab 1598 – ein eher früheres Entstehungsdatum nahe. Ausdrücklich aufgeführt wird Romeo and Juliet auch in dem 1598 erschienenen Verzeichnis der Werke Shakespeares Palladis Tamia von Francis Meres, was in der Forschung als Bestätigung der Autorschaft Shakespeares gesehen wird, jedoch nicht die Frage der exakten Datierung der Werkentstehung klärt. Die stilistische Nähe zu Nashes Pamphlet-Dialog Have With You To Saffron-Walden (1595) veranlasst verschiedene Wissenschaftler zu der Annahme, dass Romeo und Julia um 1596 geschrieben wurde.
Ein anderer Teil der Shakespeare-Forscher geht von einem früheren Entstehungsdatum aus. Ausgehend von dem Hinweis der Amme in Szene 1.3 (Zeile 23) auf ein genau 11 Jahre zurückliegendes Erdbeben und nachweisbaren Bodenerosionen in England im Jahre 1580 wird der Entstehungszeitpunkt der Tragödie auf 1591 datiert. Unterstützend wird als weiteres Indiz für eine derartige frühe Datierung das Argument vorgebracht, dass den Kompilatoren oder Druckern des schlechten Quartos Q1 andere Dramen Shakespeares bekannt gewesen sein müssen, die um 1590/91 verfasst wurden, so insbesondere die bad quartos von Henry VI, parts 2 and 3 (um 1590/91). Trotz bestehender Parallelen kann jedoch nicht sicher nachgewiesen werden, ob die Ersteller des ersten Quartodrucks von Romeo and Juliet tatsächlich auf diese anderen Dramen zugreifen konnten; der Rückgriff könnte ebenso gut in anderer Richtung erfolgt sein.
Darüber hinaus geben offensichtliche Entlehnungen in Romeo and Juliet aus Samuel Daniels Complaint of Rosamund (1592/1594) und Parallelen zu verschiedenen Gedichten von Du Bartas, die 1593 in John Eliots Ortho-epia Gallica veröffentlicht wurden, begründeten Anlass zu der Annahme, das Romeo and Juliet kaum vor 1593 entstanden sein kann. Auch für diesen Zeitraum lassen sich in einzelnen Regionen Englands, etwa in Dorset und Kent, Erdverschiebungen feststellen, die in Verbindung zu der Aussage der Amme in Szene 1.3 stehen könnten. Auf dem Hintergrund dieser Indizien oder Belege tendieren zahlreiche Shakespeare-Forscher heute eher zu einer Datierung der Werkentstehung auf den Zeitraum zwischen 1594 und 1596. Eine Eingrenzung der Datierung auf diese Jahre lässt sich zugleich durch eine sprachlich-stilistische Nähe zu anderen Shakespeare-Werken, die um diese Zeit herum verfasst wurden, weiter untermauern, ohne dass jedoch ein zweifelsfreier Nachweis erbracht werden kann.

## Textgeschichte
Ein Manuskript ist wie bei allen anderen Shakespeare-Werken nicht erhalten. Die Textüberlieferung wirft eine Reihe komplizierter Fragen auf, die die Herausgabe von Romeo and Juliet besonders schwierig machen. Das Stück war von Anfang an sehr beliebt und wurde in vier Einzelausgaben im Quartformat (Q1 bis Q4) veröffentlicht, bevor es 1623 in der ersten Folio-Gesamtausgabe (F) abgedruckt wurde. Die frühen Drucke von Romeo and Juliet enthalten noch kein Personenverzeichnis; eine unvollständige Besetzungsliste veröffentlichte erstmals Rowe 1709 in seiner Gesamtausgabe der Werke Shakespeares.
Im Wesentlichen bilden zwei Textquellen die Grundlage für neuere Texteditionen. Einerseits wird die erste Quarto-Ausgabe des Drucker und Verlegers John Danter von 1597, die nach allgemeiner Auffassung der modernen Herausgeber als sogenannte schlechte Quarto-Ausgabe angesehen wird, als Textgrundlage herangezogen. Diese frühe Druckausgabe wurde als Raubdruck vermutlich aus dem Gedächtnis von Schauspielern rekonstruiert und weist bedeutende Kürzungen, grobe Abweichungen, metrische Fehler, Wiederholungen und ähnliches auf. Andererseits wird als Textquelle ebenso die zweite Quarto-Ausgabe, die mit zahlreichen Änderungen und Erweiterungen unter dem Titel The Most Excellent and Lamentable Tragedy of Romeo and Juliet 1599 erschien, als sogenannte gute Ausgabe genutzt. Bereits die Titelseite von Q2 enthält die Angabe, dass es sich bei dieser Textausgabe um eine überarbeitete, erweiterte und korrigierte Fassung der Tragödie handelt: «Newly corrected, augmented and amended: As it hath bene sundry times publiquely acted, by the right Honourable the Lord Chamberlaine his Seruants.»  Diese in der Verantwortung von Thomas Crede gedruckte Version geht auf die gleiche Bühnenfassung wie Q1 zurück, stützt sich jedoch mit großer Sicherheit auf eine schriftliche Aufzeichnung, wahrscheinlich eine Rohfassung (foul paper) des eigenhändigen Manuskripts von Shakespeare. Die zweite längere Quarto-Ausgabe bietet einen vergleichsweise zuverlässigen Text, enthält allerdings ebenfalls eine Reihe zweifelhafter Passagen. Die teilweise wohl nur schwer lesbare handschriftliche Vorlage von Q2 führte zu verschiedenen Korrekturversuchen und Textänderungen vor der Drucklegung; ebenso blieb der Druck von Q2 nicht gänzlich unbeeinflusst von der vorherigen Druckausgabe Q1. Einzelnen Passagen des zweiten Quarto-Drucks wird daher von den meisten neueren Shakespeare-Herausgebern keine von Q1 unabhängige Textautorität zuerkannt.
Im Hinblick auf die Problematik der Beziehung von Q2 zu Q1 wurden in der Shakespeare-Forschung in den letzten Jahrzehnten im Wesentlichen zwei einflussreiche Theorien vertreten:
Nach der ersten Auffassung wurde Q2 in seiner Gesamtheit auf Grundlage eines Q1-Exemplars nachgedruckt, das einzig durch Anmerkungen am Rande oder Einlegezettel ergänzt oder korrigiert wurde. mach der zweiten Theorie wurde Q1 bei der Drucksetzung von Q2 nur gelegentlich bei verderbten oder unleserlichen Stellen im Manuskript hinzugezogen. Freilich lässt sich weder auf Grundlage der ersten noch der zweiten dieser hypothetischen Theorien der Grad der Autorität der beiden ersten Quarto-Ausgaben mit größerer Wahrscheinlichkeit oder Eindeutigkeit festlegen.
Aus den detaillierten Szenenanweisungen des Erstdrucks von Q1 lassen sich jedoch mit relativ hoher Sicherheit Rückschlüsse auf eine Aufführung des Werkes zu Shakespeares Lebzeiten ziehen. Die Auslassungen und Kürzungen wie auch Umstellungen von Textpassagen in der Q1-Ausgabe sind daher möglicherweise nicht nur auf Erinnerungslücken bei der Rekonstruktion des Textes zurückzuführen, sondern könnten auch der damaligen Aufführungspraxis geschuldet sein, etwa um alle Rollen auch ohne eine ausreichende Anzahl von Schauspielern in der Theatertruppe besetzen zu können oder aber um die Spieldauer zu begrenzen.
Die nachfolgenden Quarto-Ausgaben sind für die Textfrage ohne Belang: die dritte Quarto-Ausgabe von 1609 basiert auf Q2 und liefert ihrerseits die Vorlage für die vierte Quarto-Ausgabe von 1623. In der im selben Jahr erschienenen ersten Folio-Ausgabe verzichten die Herausgeber auf den Chorus zu Beginn; einige Shakespeare-Gelehrte haben vor allem aus diesem Grund Zweifel an der Authentizität dieser Ausgabe.
Der überwiegende Teil der heutigen Herausgeber von Romeo and Juliet greift auf die zweite Quarto-Ausgabe als authentischere Textgrundlage (copy text) zurück, zieht bei problematischen Stellen aber ebenso den ersten Quarto-Druck sowie gelegentlich besonders im Hinblick auf aufführungsbezogene Details auch den ersten Folio-Druck zur Klärung heran. Da der Weg des Textes vom Autor zu den frühen Druckausgaben nicht an allen Stellen mit Gewissheit rekonstruiert werden kann, ist ein solches eklektisches Verfahren, bei dem in Zweifelsfällen gleichermaßen Textfassungen nachrangiger Druckversionen herangezogen werden, in nahezu allen modernen Textausgaben üblich.

## Rezeptionsgeschichte
Als das berühmteste Liebespaar der Weltliteratur gelten Shakespeares Romeo und Julia im allgemeinen Verständnis als die Verkörperung ekstatischer Liebe, die derartig überwältigend ist, dass sie die Liebenden die Umwelt und deren Ansprüche vergessen lässt und die Individualität beider in eine gemeinsame Identität verwandelt. Die Intensität dieser Liebe findet ihre Kehrseite in der kurzen Dauer und dem tragischen Ende.
Eine solche Auffassung von Romeo and Juliet basiert vor allem auf drei Szenen des Dramas: der ersten Begegnung des Paares beim Tanz auf dem Fest der Capulets (I,5), der sogenannten Balkonszene, dem heimlichen Treffen am Fenster Julias (II,2) und der großen Abschiedsszene im Morgengrauen nach der Hochzeitsnacht (III,5).
Obwohl diese Szenen eine zentrale Rolle in dem Stück einnehmen, stellen sie nur einen Teilaspekt des Dramas dar. Das Stück handelt ebenso von der alten Fehde zwischen den Häusern Montague und Capulet, die der Liebesgeschichte eine tiefere, tragische Bedeutung verleiht, und den Auswirkungen auf das Handeln der weltlichen, durch den Fürsten repräsentierten Autorität und der geistlichen, durch Lorenzo vertretenen Instanz.
Weiterhin ist das Stück gekennzeichnet durch die – viel umfangreicher als der Streit der beiden Häuser dargebotene – Eigenwelt der jungen Männer, die in ihren jeweiligen Gruppierungen ihre Zeit miteinander verbringen, durch die Stadt ziehen, gemeinsam ihren Spaß haben und sich durch ihre Gruppenzugehörigkeit im Streit mit der anderen Gruppe identifizieren. Sexualität ist dabei bedeutsam, ist jedoch als Liebe verpönt und wird verspottet, da sie letztlich, wie Romeos Beispiel zeigt, die Gruppenidentifikation sprengt und zum Ausscheiden aus der Gruppe führt.
Als die teilweise komödienhafte Ausgestaltung des Familienstreits mit ihren derben Späßen und Raufereien allerdings eskaliert und ein Einschreiten der höchsten Autorität der Staatsgewalt hervorruft, wird deutlich, dass durch die persönlichen Feindseligkeiten zugleich das ganze Gemeinwesen bedroht ist.
Ein weiterer Teil der Bühnenwelt dieser Tragödie wird schließlich ebenso durch Elemente der Komik und der Heiterkeit geprägt, wie sie vor allem durch die deftige und zugleich pragmatische Lebens-, Liebes- und Ehephilosophie der Amme Julias sowie den spöttischen Witz Mercutios vorgeführt werden. Diese komödienhaften Passagen sind nicht von dem ernsthaften, die Tragödie auslösenden Geschehen getrennt, sondern stellen eine andere Sichtweise der gleichen Sache dar. Sie verdeutlichen nicht nur, dass eine überwältigende Liebesbeziehung wie die Romeos und Julias durchaus ihre komischen Aspekte haben kann, sondern begründen durch diese komischen Figuren gleichermaßen eine Bühnenwelt, in der das Tragische nur ein Moment unter anderen ist. Die Katastrophe erscheint für die Zuschauer damit zunächst keinesfalls als unausweichlich, ungeachtet des Chorus im Prologs, der freilich in der ersten Folio-Ausgabe von den Herausgebern nicht aus dritten Quarto-Vorlage von 1609 übernommen wurde.
In gleicher Weise wird die von den Titelfiguren erlebte Liebe damit zu einem begrenzten Ausschnitt aus einem Erlebensbereich, der auch andere Erfahrungsweisen von Liebe umfasst. Diese Kontraste heben so eindeutig die Besonderheit ihrer Liebe hervor, die mit ihrer Jugend oder Unschuld und Reinheit einhergeht mit einer durch Zwietracht und Verständnislosigkeit bestimmten Umwelt. Diese Komik umfasst nach Mehl gleichermaßen die eigentliche Haupthandlung.
In der Rezeptionsgeschichte des Werkes standen von Anfang an die drei Liebesszenen im Zentrum; ihre Wirkung und auch ihre Deutung ist bis in die Gegenwart weitgehend unverändert geblieben. Die anderen Bedeutungsschichten und Komponenten des Werkes haben sich demgegenüber in den nachfolgenden Epochen als problematisch erwiesen und sind in verschiedener Weise aufgenommen worden.
In der Wirkungsgeschichte des Stückes konstant geblieben ist die Dominanz der Theater- und Aufführungsgeschichte. Im Hinblick auf die Gewichtung im Theater und in der Literaturkritik oder im Publikum und in der Leserschaft, die in anderen Shakespeare-Stücken zumeist unterschiedlich ist und teilweise von Epoche zu Epoche wechselt, liegt das Schwergewicht in Romeo and Juliet eindeutig und dauerhaft auf der Beliebtheit dieses Werkes als Theaterstück.
Die andauernde Popularität von Romeo und Julia nicht nur auf englischen Bühnen, sondern auch in Deutschland und den Niederlanden, wo das Stück bereits seit dem Beginn des 17. Jahrhunderts von englischen Komödiantentruppen gespielt wurde, bedeutete allerdings keine Akzeptanz des Werkes in der Originalform. Obwohl es von der Mitte des 18. bis zum Anfang des 19. Jahrhunderts das am häufigsten aufgeführte Drama Shakespeares war, wurde Romeo and Juliet nahezu 200 Jahre ausschließlich in Form von Adaptionen gespielt, die allesamt darauf abzielten, der ergreifenden Liebesgeschichte größeres Gewicht zu verleihen und die übrigen Momente zu reduzieren. So wurden beispielsweise in der meistgespielten Fassung von David Garrick die ursprünglich drei Begegnungen zwischen Romeo und Julia um eine vierte, ultimative Szene erweitert: Julia erwacht, bevor das Gift bei Romeo seine Wirkung entfalten kann, und beide sterben erst nach einem langen Liebesdialog.
In der Mitte des 19. Jahrhunderts erfolgte im englischen Theater dann eine Rückwendung zum Original, das allerdings durch eine Ausblendung der anstößigen und derben Passagen „gesäubert“ werden musste. Dies änderte sich wiederum im 20. Jahrhundert; nunmehr war Shakespeare’s bawdy angesagt und die deftigen, anzüglichen Stellen wurden mit Verve ausgespielt. Gleichermaßen wurden zuvor zurückgedrängte Momente wie die Macho-Spiele der jungen Männern wieder theatralisch in Szene gesetzt. Dies enthielt allerdings keinen Wandel des Theaters zu literaturgeschichtlichem Purismus: Auch heute noch gilt Romeo and Juliet als ein Theaterstück, das dem Regisseur alle Freiheiten lässt, ohne dass es seinen Schwung und seine emotionale Ausdruckskraft verliert, ob es nun in einem modernen Verona oder aber in einem Renaissance-Ambiente dargeboten wird.
In der Literaturkritik zeigte sich anfangs eine parallele Entwicklung zur Erfolgsgeschichte auf der Bühne. Bereits Francis Meres lobte 1598 das Stück in den höchsten Tönen und setzte es mit den Bühnenwerken von Plautus und Seneca gleich. Obwohl Samuel Pepys 1662 das Stück als „the worst acted that I ever saw“ verriss, fielen die nachfolgenden Kritiken durchweg positiv aus. Der lange Zeit maßgebliche englische Gelehrte und Literaturkritiker Samuel Johnson sah Romeo and Juliet als „one of the most pleasing of our author’s performances“ (dt.: „eine der ansprechendsten Vorstellungen unseres Autors“) an und die romantischen Kritiker, insbesondere Samuel Taylor Coleridge und William Hazlitt, überboten sich gegenseitig in ihrer Begeisterung für die poetische Ausdruckskraft dieses Shakespeare-Dramas.
Erst mit der zunehmenden Akademisierung und Verwissenschaftlichung der Literaturkritik im weiteren Verlauf des 19. Jahrhunderts begann die Rezeption des Werkes problematisch zu werden, als es darum ging, die Tiefe der Aussagekraft des Textes auszuloten. Die Kontroverse, die bis in die zweite Hälfte des 20. Jahrhunderts andauerte, entzündete sich vor allem an der Problematik, welche Art von Tragödie das Werk darstelle und ob es überhaupt einer anerkannten Tragödienkonzeption entspreche. Die Frage, die immer wieder aufgeworfen wurde, war die, ob das Stück eine Schicksalstragödie oder eine Charaktertragödie oder aber keines von beiden sei. Ebenso kontrovers verlief die Diskussion darüber, ob Romeo und Julia als „star-crossed lovers“ bloße Marionetten der Macht des schicksalhaften Zufalls seien oder ob der Streit der Häuser, in dem Romeo und Julia sowohl Opfer als auch Medium der Versöhnung sind, das thematische Zentrum der Tragödie bilde. Unterschiedlich erörtert wurde gleichfalls die Frage, ob den beiden Titelfiguren eine Mitschuld an ihrem Untergang anzulasten sei, weil sie ihre Liebe exzessiv ohne jegliche Mäßigung ausleben, wie Bruder Lorenzo es wiederholt mahnend zum Ausdruck bringt. Andere Interpreten deuteten die Aussage des Stückes dahingehend, dass jede intensive und exzessive Liebe als solche zwangsläufig ihr tödliches Ende in sich berge.
Mittlerweile wird in der Frage nach der Tragik in Romeo und Julia im literaturwissenschaftlichen oder -kritischen Diskurs darauf verzichtet, das Stück eindeutig einer bestimmten Tragödienart zuzuordnen oder das Werk an den als zeitlos angesehenen Kriterien einer spezifischen Tragödiennorm zu messen. Es besteht inzwischen weitgehend Konsens darüber, dass in diesem Drama unterschiedliche Facetten oder Aspekte der Tragik nebeneinander existieren. Ein Teil der heutigen Literaturwissenschaftler und Kritiker geht davon aus, dass Shakespeare bewusst eine Ambivalenz und Vieldeutigkeit beabsichtigt habe; allgemein wird angenommen, dass Shakespeare in der Nachfolge der älteren englischen Bühnenautoren mit einem offenen Konzept von Tragödie gearbeitet habe: Eine Tragödie führt demnach einen tödlich endenden Fall des oder der Helden vor, der von der launenhaften Fortuna bewirkt wird, mitunter ohne Sinn, mitunter als Vergeltung für ein Verschulden.
Eine solche Tragödienkonzeption bezieht sich allerdings in der Regel auf den Fall von Mächtigen, deren Schicksal sich auf eine ganze Gesellschaft auswirkt. Auf diesem Hintergrund wird es als bedeutsam angesehen, dass Shakespeare in seinem Stück die privaten Liebesbeziehungen mit dem öffentlichen Streit der Familien als Rechtfertigung der Tragödie miteinander verbindet, da die Liebe andernfalls nur als geeigneter Stoff für eine Komödie gewählt werden könnte.
Letztlich liegt der Grund für die historisch lange andauernde und immer noch nicht vollständig überwundene Abwertung von Romeo and Juliet in der akademisch ausgerichteten Literaturkritik in deren Betrachtungsweise. Konzentriert sich der Zuschauer während einer Aufführung ganz auf das eine dargebotene Stück, so orientiert sich der historisch-chronologisch vorgehende Literaturwissenschaftler oder Kritiker in der Regel an Werkgruppen und literarischen Entwicklungslinien. Auf diesem Hintergrund wird Romeo and Juliet literaturwissenschaftlich häufig aus der Perspektive der später entstandenen Tragödien Shakespeares wie König Lear oder Hamlet analysiert und unter dem Gesichtspunkt des noch nicht Erreichten betrachtet: Es fehle die subtile Charakterisierung, das differenzierte Durchspielen verschiedener Themen oder die kunstvoll ausgearbeitete Blankverssprache.
Ein anderes Bild ergibt sich jedoch, wenn man Romeo and Juliet aus einem angemesseneren Blickwinkel auf dem Hintergrund der zuvor verfassten Bühnenwerke im Hinblick auf die Eignung der eingesetzten dramatischen Mittel für die gestellte Aufgabe analysiert. Shakespeare greift in seinem Stück nicht mehr auf vorgefundene Strukturen oder Techniken zurück, sondern entwickelt etwas Neues. Er gestaltet eine Tragödie aus einem Stoff, der zuvor der Komödie vorbehalten war, und schafft dazu eine große Bandbreite an sprachlichen Ausdrucksmittel, die sich von der derb-witzigen Alltagsprosa der Dienerschaft über die einfallsreichen conceits der jungen Herren bis hin zu der gleichermaßen exzessiven wie formal gebundenen lyrischen Sprache der Liebenden erstreckt. Zu Shakespeares Innovationen zählt dabei insbesondere die Umwandlung der Konzepte und der metrischen Formen und lyrischen Ausdrucksweise der zeitgenössischen pertrarkistischen Liebesdichtung in dramatische Ausdrucksformen.
Beispielsweise wird dies bereits deutlich beim ersten Zusammentreffen von Romeo und Julia auf dem Fest der Capulets. Der erste Dialog der beiden weist die Form eines Sonetts mit angehängter Coda auf, an dem beide beteiligt sind (I,5,93-110). Romeo bringt das erste Quartett metaphorisch in der Rolle eines Pilgers zum Ausdruck, der vor einem angebeteten Heiligenbild (Julia) dieses andächtig küssen möchte. Julia nimmt diese Form und Metapher im zweiten Quartett auf, um den Pilger zunächst auf die Berührung ihrer Hände beim Tanz einzuschränken. Anschließend werden Rede und Gegenrede kürzer, bis sie ihm den Kuss gestattet. Die Form des Gedichtes ist dabei nicht kunstvolles Beiwerk, sondern spiegelt gleichzeitig das dramatische Geschehen: Werbung und Antwort darauf, Entwicklung einer persönlichen Beziehung im gesetzten Rahmen der allgemein gültigen Konventionen und des sozialen Zeremoniells; Aufhebung und Wahrung von Distanz sowie schließlich die thematische Darstellung der Liebe als religiösem Akt.
Shakespeares Drama zeigt darüber hinaus thematisch und formal eine in der Renaissancetragödie zuvor unerreichte Weltfülle in der Gegenüberstellung und Versöhnung heterogener Elemente von Dramatik und Lyrismus, Tragik und Komik, zynischer und emotional berührter Haltung oder spontanem und artifiziellem Stil. Die Welt des Liebespaares steht in einem dramaturgisch wirkungsvoll angelegten Gegensatz zum Hass ihrer Familien, den sie verneinen, aber auch zu satirisch-provokativen oder deftig-herben Reduktionen der Liebe auf das rein Sexuelle. Die Thematik der reinen Liebe wird eingerahmt von einer verbalen Komödie mit einer bemerkenswerten Reichhaltigkeit frivoler oder obszöner Späße, wobei gerade die Vertrauten des Liebespaares, Mercutio und Julias Amme, ebendiese Sprachebene zur Geltung bringen.
Seit Anfang der 80er treten vor allem feministische Interpretationen unterschiedlicher Couleur in der literaturwissenschaftlichen Rezeption in den Vordergrund. Dabei konzentrieren sich diese Deutungsansätze vor allem auf die Figur der Julia. Betont wird unter anderem angesichts der Schnelligkeit, mit der ihre Eltern sie vermählen wollen, die charakterliche Stärke Julias als eigentlicher Protagonistin des Dramas, wenn nicht sogar durch ihr souveränes Handeln als „Mittelpunkt der Welt“. Julias „Reife und ihr Romeo überlegenes, selbständiges Handeln“ wird in diesen Interpretationen als eine Art von „praktischer Hilfe zur Selbstbestimmung der Frau in der heutigen Gesellschaft“ verstanden. Allerdings finden sich andererseits in der feministischen Interpretationsausrichtung auch konträre Deutungsansätze, in den Julia als „junges, unerfahrenes Ding“ gesehen wird, dass die Regeln der Gesellschaft noch nicht kenne und Romeo als jemanden sehe, der zum ‘virtuoso in sexual passion’ werden möchte. Da das dreizehnjährige Mädchen sich blindlings und ohne Zustimmung ihrer Eltern verliebe, könne diese Liebesbeziehung nur „übel“ ausgehen. Ulrike Fritz weist dagegen derartige feministische Interpretationsversuche, in den Shakespeare zum „Moralapostel hochstilisiert“ werde, der den Stand der Ehe als gesellschaftlich institutionalisiertes „Bollwerk gegen Unzucht“ verteidige, auf Grundlage ihrer eigenen ausführlichen literaturgeschichtlichen Untersuchungen zu Shakespeares Haltung zur Thematik der Ehe mit Entschiedenheit zurück.

## Aufführungsgeschichte
Verschiedene Shakespeare-Forscher, die einen eher frühen Abfassungszeitraum für wahrscheinlich halten, gehen davon aus, dass die erste öffentliche Aufführung des Werkes vermutlich 1595 im Theatre stattfand. Allerdings gibt es keine konkreten Belege über die ersten Aufführungen von Romeo und Julia im elisabethanischen Theater. Denkbar sind auch Aufführungen im Curtain Theatre oder möglicherweise auch im Theatre. Ebenso möglich sind erste Aufführungen an anderen Spielstätten zu diversen Zeitpunkten.
Romeo und Julia war beim englischen Publikum von Anfang äußerst beliebt. Darauf deuten nicht nur die Angaben auf dem Titelblatt des ersten Quarto-Drucks und die vielen Zitate in anderen Werken des elisabethanischen Zeitalters, sondern ebenso die weiteren Quartoversionen in der Folgezeit. Die andauernde Popularität setzte sich auch jenseits Englands fort: Romeo und Julia wurde frühzeitig von wandernden englischen Schauspieltruppen auf dem Kontinent gespielt. Für das ganze 17. Jahrhundert sind solche Aufführungen dokumentiert. Eine erste nachweisbare Spur findet sich in einer Nördlinger Aufführung von 1604; 1625 erschien eine deutsche Fassung unter dem Titel Romio und Julietta.

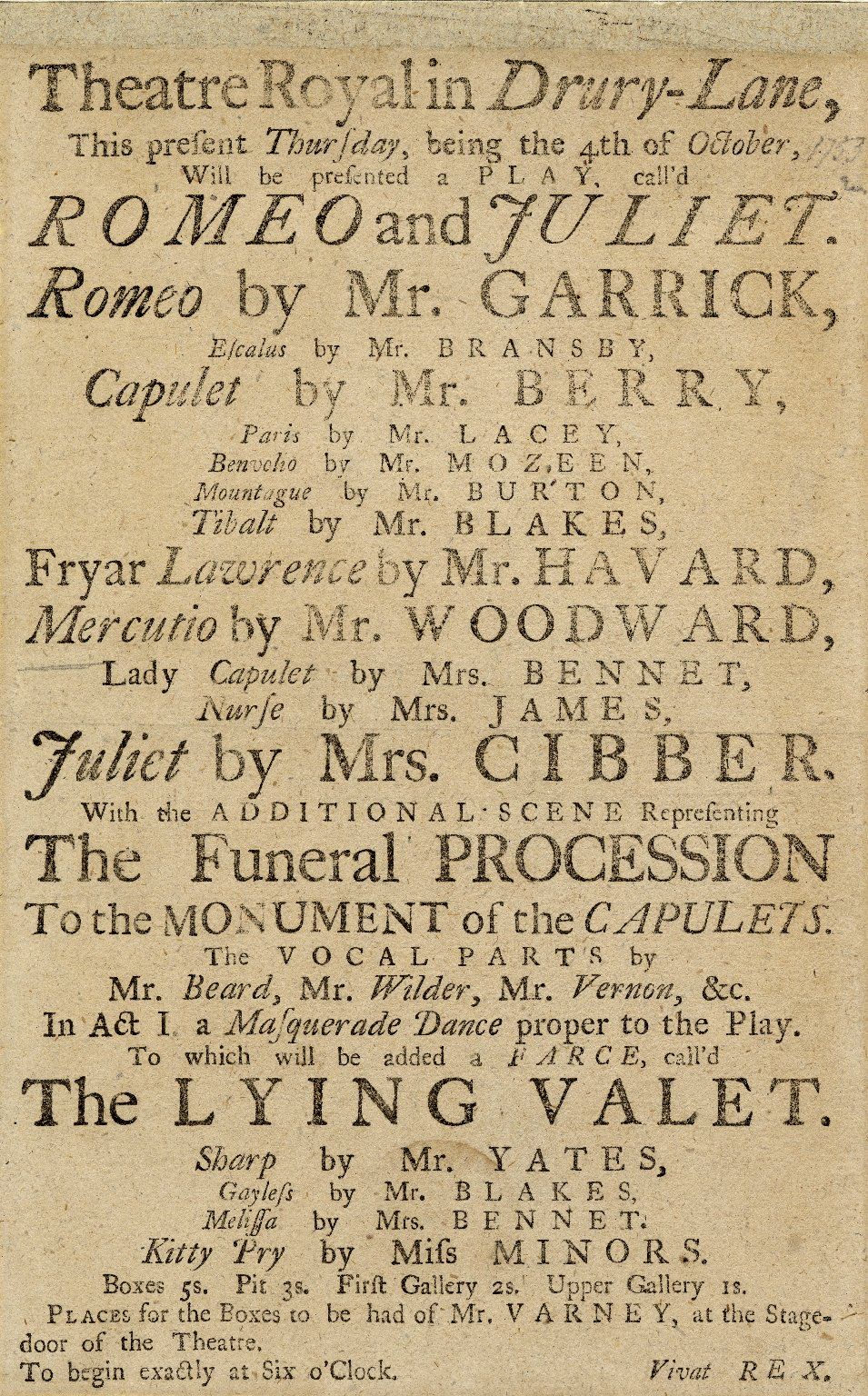
Drury Lane Theaterzettel von Romeo and Juliet, 1753

1660 wurde das Schauspielverbot für Frauen auf englischen Bühnen aufgehoben, womit nun auch eine weibliche Besetzung der Figur Julia möglich war. Nachdem die Theater nach ihrer Schließung während des Protektorats von Oliver Cromwell in der Restaurationszeit wieder geöffnet hatten, veranlasste William Davenant 1662 die erste belegte Wiederaufführung des Stücks. Es war die wahrscheinlich erste Ausführung, bei der mit Mary Saunderson eine Frau die Figur der Julia spielte. Thomas Betterton, der spätere Ehemann von Mary Saunderson spielte in derselben Aufführung Mercutio.
Kurze Zeit später machte James Howard aus dieser Aufführung eine Tragikomödie mit glücklichem Ausgang, bei der das Liebespaar am Leben bleibt, und das Drama wurde zeitweise abwechselnd als Tragödie und als Tragikomödie gespielt. Diese Adaption Howards ist allerdings verschollen.
Neben solchen Bearbeitungen der Originalversion entstanden gleichzeitig weitere Fassungen, in denen die Liebesgeschichte von Romeo und Julia in anderen Bühnenwerken in einen neuen Handlungs- oder Bezugsrahmen gestellt wurde. 1679/1980 erschien beispielsweise ein Stück von Thomas Otway unter dem Titel The History and Fall of Caius Marius, in dem diverse Textpassagen aus Shakespeares Romeo und Julia in einen neuen Bühnentext eingebunden werden. Die Liebesszenen werden in Otways Schauspiel dabei aus dem Kontext der Veroneser Familienfehde in die Antike des römischen Bürgerkriegs übertragen. Romeo heißt hier Young Marius, aus Julia wird Lavinia, und der Streit findet zwischen Patriziern und Plebejern statt. Otways Fassung war ein großer Erfolg und wurde bis 1735 aufgeführt. Theophilus Cibber (1744) und der bekannte Schauspieler und Bühnenautor David Garrick (1748) griffen bei ihren Bearbeitungen auf Otways Ideen zurück.
Cibber verwob den Text der Liebestragödie Shakespeares mit Passagen aus dessen Komödie Zwei Herren aus Verona. Garricks Bearbeitung erwies sich allerdings als bedeutsamer, da sie eine weitgehende Rückkehr zum Originaltext einleitete, die zu einer Phase triumphaler Erfolge auf den Londoner Bühnen führte. In Garricks Adaption entfallen alle Hinweise auf Rosaline, so dass Romeo von Anfang an als in Julia verliebt erscheint. Julia ist zudem bei Garrick mit 18 Jahren um einiges älter als bei Shakespeare und erwacht bei ihm ebenso zu einem Zeitpunkt, als Romeo noch am Leben ist, so dass eine lange und innige Abschiedsszene möglich wurde. 1750 löste das Stück einen Theaterkrieg zwischen den Theatern von Covent Garden und Drury Lane aus, die das Werk gleichzeitig mit ihren besten Besetzungen auf die Bühne brachten. Garricks Version und die damit verbundene Tradition, den Anfang der großen Liebe auf den Zeitraum vor dem Dramenauftakt zu verlegen, hatte fast einhundert Jahre Bestand in der Theatergeschichte.
Zum ersten Mal seit 1679 kehrte Shakespeares ursprüngliche Fassung (wenn auch stark gekürzt) 1845 auf die Bühne zurück. Die Aufführung am Londoner Haymarket Theatre ging auf die Initiative der US-amerikanischen Schauspielerin Charlotte Saunders Cushman zurück. Wurden in der elisabethanischen Bühnenpraxis noch alle weiblichen Rollen durch männliche Schauspieler besetzt, so kehrte Cushman diese Praxis um und spielte selber als Schauspielerin, von den Zuschauern durchaus anerkannt, die männliche Rolle des Romeo (ihre jüngere Schwester Susan übernahm die Rolle der Julia). Seit dieser Aufführung verwendete keine bedeutendere Inszenierung mehr eine weitergehende Umgestaltung oder Adaption des Originals. Henry Irvings Produktion von 1882 am Londoner Lyceum Theatre verdeutlicht sehr klar den damals bevorzugten Ausstattungsstil (wertvolle Kostüme, lange Musik- und Tanzeinlagen, eindrucksvolle Kulissen).
Die Aufführungen aus dem 18. und frühen 19. Jahrhundert verfolgten zudem überwiegend eine didaktische Absicht: Durch die Darstellung des Schicksals von Romeo und Julia, die nach der damaligen Auffassung beide für ihr Handeln selbst verantwortlich waren, sollte nicht nur verdeutlicht werden, dass die Liebe die Urteilskraft der Liebenden verblenden kann, sondern insbesondere gezeigt werden, dass Ungehorsam gegenüber dem Willen der Eltern zwangsläufig im Unheil endet.
Schon Garrick hatte weite Teile des Originaltextes sprachlich umgewandelt oder gestrichen, um sprachliche Anzüglichkeiten zu entfernen; in den Bearbeitungen aus dem 19. Jahrhundert zeigt sich dieses Bestreben in noch verstärktem Maße: Jegliche sprachliche Anspielungen auf die Sexualität werden sowohl aus den gedruckten Texteditionen wie auch den gespielten Bühnenfassungen eliminiert. Erst ab Mitte des 19. Jahrhunderts wurde seit den Aufführungen mit Charlotte Cushman wieder ohne weitergehende sprachliche Veränderungen auf den ursprünglichen Text Shakespeares zurückgegriffen, wobei allerdings freizügige Wortspiele weiterhin gestrichen wurden.
Romeo und Julia blieb auch im 20. Jahrhundert eines der am häufigsten aufgeführten Werke Shakespeares. Zu den bekannteren Produktionen seitdem zählen die Broadway-Inszenierung von 1934 unter der Regie von Guthrie McClintic mit Basil Rathbone als Romeo und Katharine Cornell als Julia. 1935 führte John Gielgud Regie am New Theatre in London und gab zusammen mit Laurence Olivier abwechselnd den Romeo und Mercutio, Peggy Ashcroft spielte die Julia. 1954 führte Glen Byam Shaw Regie am Theater der Royal Shakespeare Company in Stratford-upon-Avon, dort waren Laurence Harvey als Romeo und Zena Walker als Julia zu sehen. Einige Jahre später, 1962 inszenierte Franco Zeffirelli am gleichen Ort das Werk mit John Stride und Judi Dench in den Hauptrollen.

## Adaptionen

### In der Literatur
William Shakespeares Thema wurde von vielen Schriftstellern aufgenommen. Eine Liste einiger auf dem Drama beruhender Werke befindet sich unter Romeo und Julia (Stoff). Die bekannteste Adaption im deutschsprachigen Raum ist Gottfried Kellers Novelle Romeo und Julia auf dem Dorfe (1856). Keller verlegt die Handlung in die Schweiz, aus den italienischen Liebenden werden zwei Bauernkinder, die am Streit ihrer Väter zugrunde gehen.

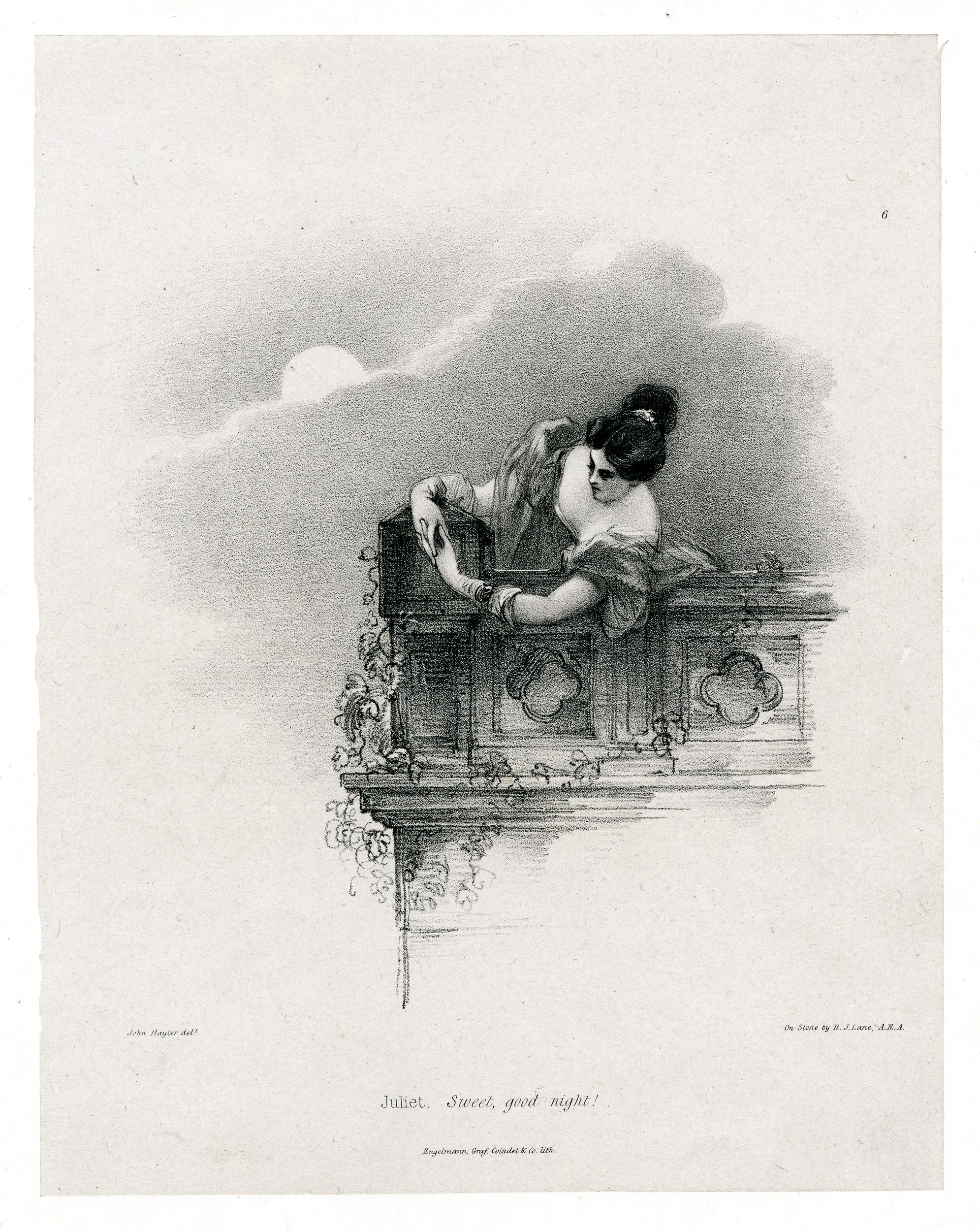
Poster der Aufführung mit Fanny Kemble als Julia von 1830

### Klassik / Oper / Ballett
Für die erste Vertonung von Romeo und Julia von Georg Anton Benda schrieb Friedrich Wilhelm Gotter eine Fassung mit einem heiteren Finale. Das Werk wurde 1776 in Gotha uraufgeführt. Wahrscheinlich 1662 wurde Julia zum ersten Mal von einer Frau gespielt. 1814 spielte die Irische Schauspielerin Eliza O’Neill Julia im Covent Garden zu einer für Iren in England schwierigen Zeit, da die Engländer gegenüber den Iren abschätzige Vorurteile hatten.  Weitere bedeutsame Opernfassungen stammen von Vincenzo Bellini (I Capuleti e i Montecchi 1830) Charles Gounod (Roméo et Juliette 1867), und Heinrich Sutermeister (Romeo und Julia 1940).
Die bekanntesten Bearbeitungen für den Konzertsaal sind die dramatische Sinfonie Roméo et Juliette von Hector Berlioz, die Fantasieouvertüre von Tschaikowski und die Ballettmusik von Prokofjew.

### Musical
Die erste moderne Umsetzung des Stoffs war das Musical West Side Story mit der Musik von Leonard Bernstein, das 1957 in New York uraufgeführt und zum Welterfolg wurde. Handlungsort ist New York. Die beiden Familien Montague (Romeo) und Capulet (Julia) in Shakespeares Werk werden im Musical zu den verfeindeten Gruppen der US-amerikanischen Jets (Tony) und der puerto-ricanischen Sharks (Maria). Das Musical wurde 1961 und 2021 verfilmt
Im Jahr 2001 feierte das französische Musical Roméo et Juliette in Paris seine Uraufführung. Musik und Libretto stammen von Gérard Presgurvic. Das Musical «Romeo & Julia – Liebe ist alles» wurde 2023 im Theater des Westens in Berlin uraufgeführt. Die Musik stammt von Peter Plate, Ulf Leo Sommer und Joshua Lange.
Ein weiteres Musical, & Juliet, mit Uraufführung in Manchester, England, stammt aus dem Jahr 2019. Das Jukebox-Musical beinhaltet Songs des Erfolgsproduzenten Max Martin; das Libretto stammt von David West Read. Die Deutsche Erstaufführung unter dem Namen & JULIA – Das Musical fand am 30. Oktober 2024 im Operettenhaus in Hamburg statt.

### Film
Romeo und Julia wurde laut Internet Movie Database bisher 30-mal verfilmt, wobei hier allerdings nur die Filme gezählt wurden, welche die Shakespearesche Tragödie direkt als Vorlage nennen. Zählte man alle Filme hinzu, die sich auch indirekt oder parodistisch auf das Drama beziehen, ergäbe sich eine weit höhere Zahl.
Die bedeutendsten Verfilmungen sind:
- 1908: Romeo and Juliet von James Stuart Blackton. Mit Paul Panzer und Florence Lawrence
- 1912: Romeo und Julia von Ugo Falena
- 1916: Romeo and Juliet von Francis X. Bushman und John W. Noble. Mit Francis X. Bushman und Beverly Bayne
- 1936: Romeo und Julia von George Cukor. Mit Leslie Howard und Norma Shearer
- 1954: Romeo and Juliet von Renato Castellani. Mit Laurence Harvey und Susan Shentall
- 1968: Romeo and Juliet von Franco Zeffirelli. Mit Leonard Whiting und Olivia Hussey
- 1996: Romeo + Juliet von Baz Luhrmann. Mit Leonardo DiCaprio und Claire Danes
- 2013: Romeo und Julia von Carlo Carlei. Mit Douglas Booth und Hailee Steinfeld

Zeffirellis Version wurde an Originalschauplätzen in Verona gedreht und präsentierte als erste Verfilmung die berühmten Liebenden als blutjunge Jugendliche. Um die Authentizität zu erhöhen, waren die meisten der Darsteller keine berühmten Theaterdarsteller, sondern zum Zeitpunkt der Verfilmung überwiegend unbekannte Schauspieler. Luhrmanns Fassung ist eine radikal moderne Neuinterpretation des Stückes mit den Mitteln der Videoclip-Ästhetik.
Der Film Shakespeare in Love ist der Versuch, für das Stück einen biographischen Hintergrund zu entwerfen: der Autor Shakespeare (gespielt von Joseph Fiennes) erlebt selbst eine verbotene Liebe und gestaltet sie zu seinem Stück. Das Ende des Filmes zeigt die Uraufführung, bei der Shakespeare die Titelrolle des Romeo spielt.

## Die „Casa di Giulietta“
In der italienischen Stadt Verona steht, unweit der Piazza delle Erbe, dasjenige Haus, das in der Fiktion der Erzählung das Elternhaus der Julia gewesen sein soll. Der Skaligerbau in der Via Cappello 27 gehörte ursprünglich dem Geschlecht Del Cappello (siehe Steinwappen im Gewölbebogen des Hinterhofes) und wurde bis in das vorige Jahrhundert als Fremdenherberge genutzt (45° 26′ 31,4″ N, 10° 59′ 55″ O). Der berühmte Balkon im Innenhof wurde nachträglich für Touristen angebaut. Unweit nördlich davon (285 m Fußstrecke) befindet sich in der Via Arche Scaligere das angebliche Haus der Montagues.

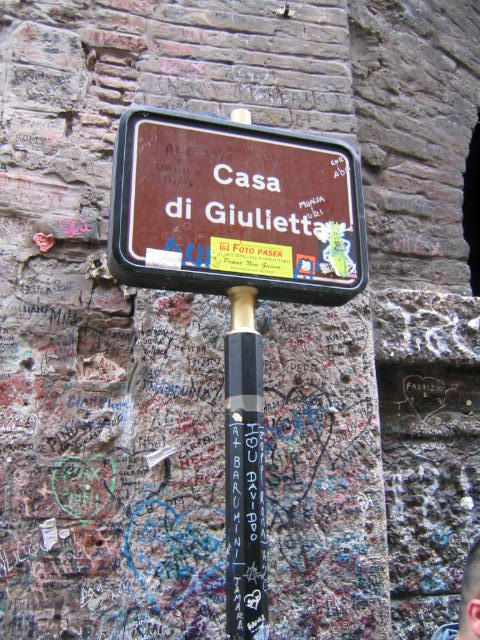
Das Straßenschild der Casa di Giulietta in Verona
Julia-Skulptur von Nereo Costantini unter dem Balkon. (Zwei Kopien davon in München, der Partnerstadt Veronas.)
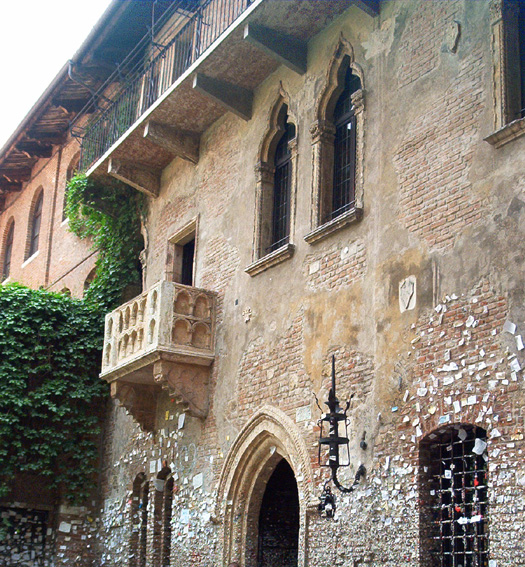
Der Balkon der Julia, ca. 2004
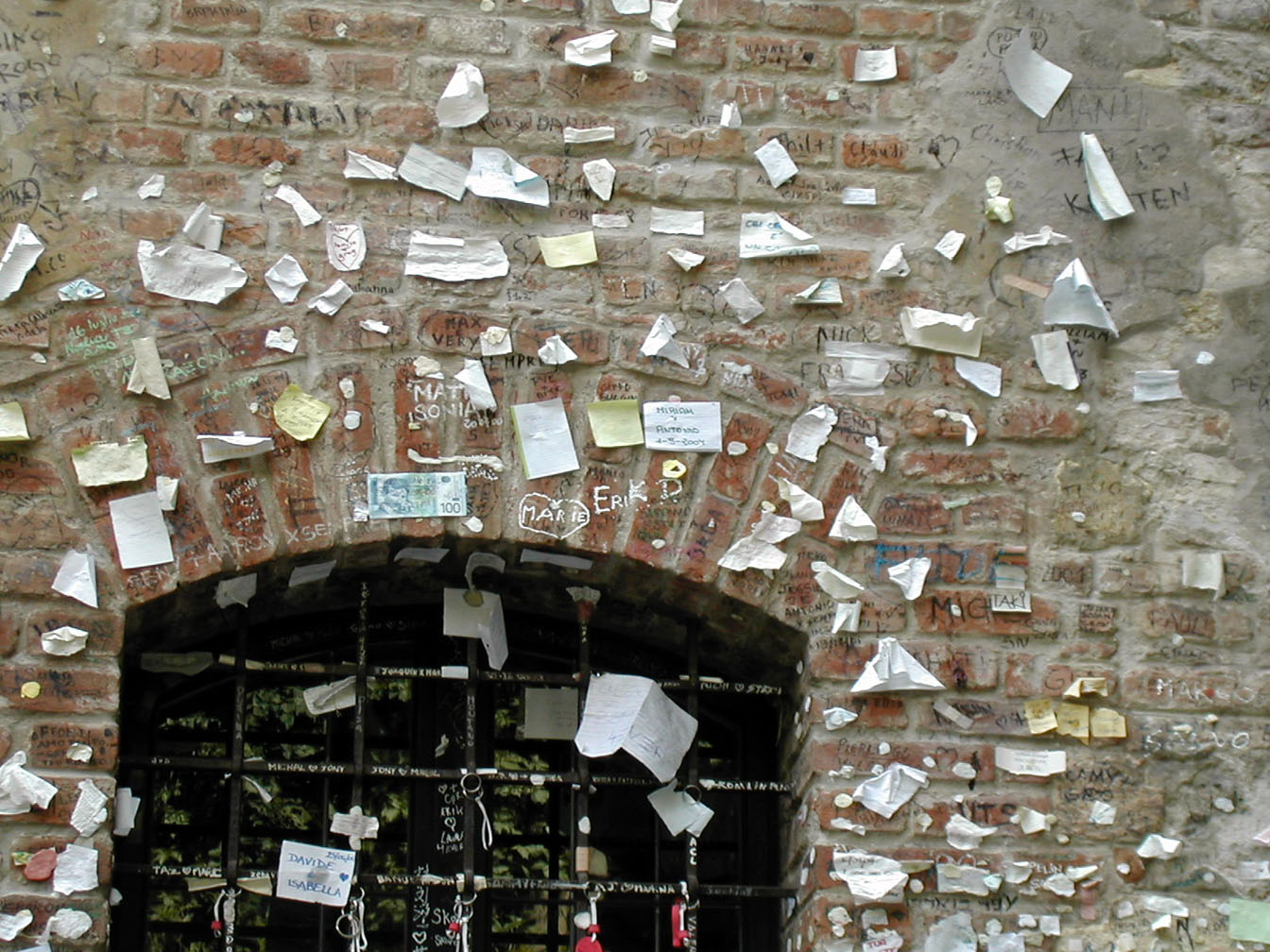
Wand der Casa di Giulietta mit „Briefen“ Verliebter
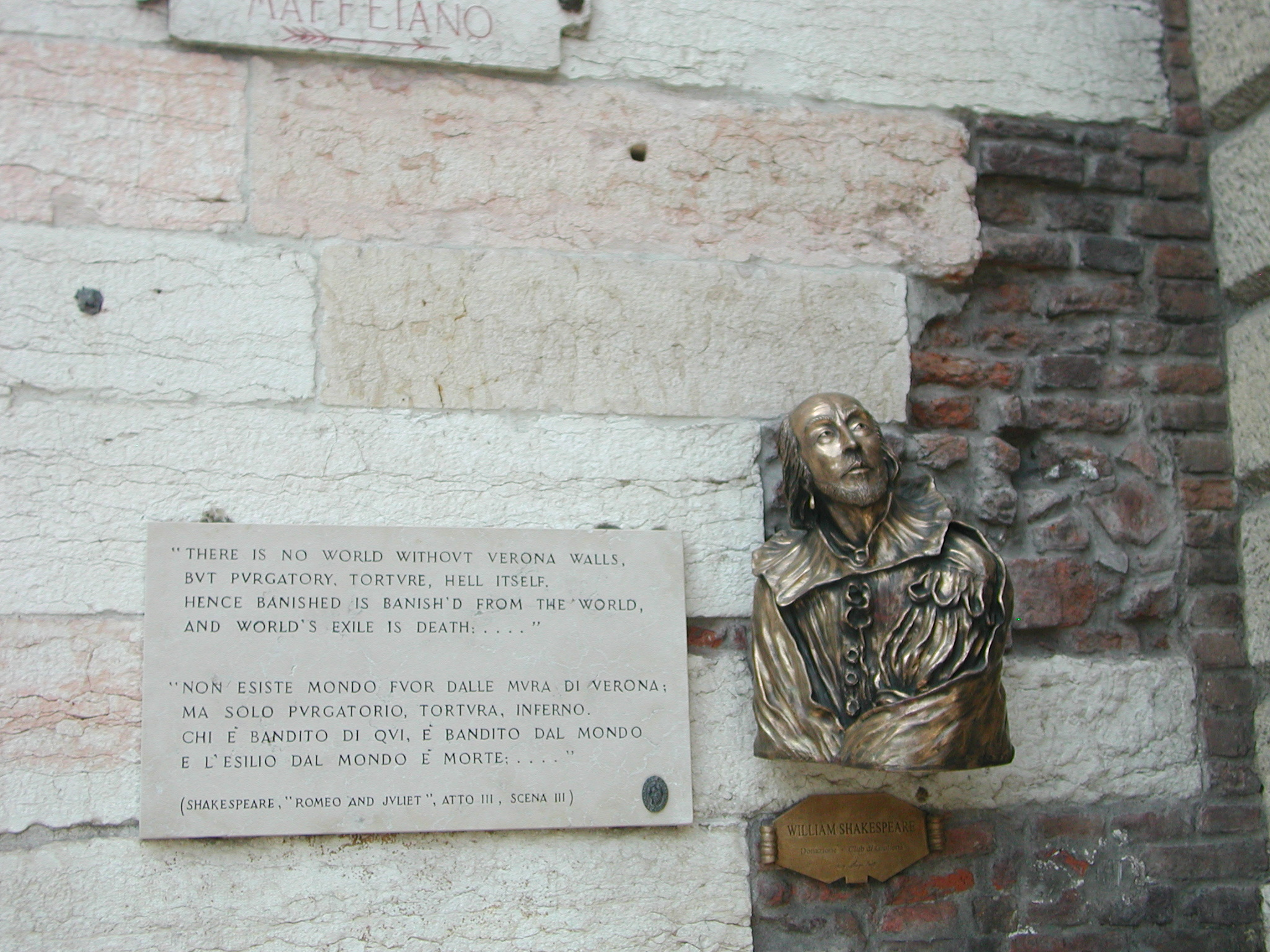
Shakespeare-Skulptur in Verona

## Textausgaben
Gesamtausgaben
- Charlton Hinman, Peter W. M. Blayney (Hrsg.): The Norton Faksimile. The First Folio of Shakespeare. Based on the Folios in the Folger Library Collection. 2. Auflage. W. W. Norton, New York 1996, ISBN 0-393-03985-4.
- Jonathan Bate, Eric Rasmussen (Hrsg.): William Shakespeare Complete Works. The RSC Shakespeare, Macmillan Publishers, 2008, ISBN 978-0-230-20095-1.
- John Jowett, William Montgomery, Gary Taylor, Stanley Wells (Hrsg.): The Oxford Shakespeare. The Complete Works. Oxford University Press, Oxford 2005, ISBN 978-0-199-267-18-7.

Englisch
- G. Blakemore Evans (Hrsg.): William Shakespeare: Romeo and Juliet. The New Cambridge Shakespeare. Cambridge University Press, Cambridge 1984, ISBN 0-521-53253-1.
- Jill L. Levenson (Hrsg.): William Shakespeare: Romeo and Juliet. The Oxford Shakespeare. Oxford University Press, Oxford 2008, ISBN 978-0-19-953589-7.
- Barbara A. Mowat und Paul Werstine (Hrsg.): William Shakespeare: Romeo and Juliet. Folger Shakespeare Library. Simon and Schuster, New York et al. 2011, rev. Ausgabe 2011, ISBN 978-1-4516-2170-9.
- René Weis (Hrsg.): William Shakespeare: Romeo and Juliet. The Arden Shakespeare. Third Series. Bloomsbury, London 2012, ISBN 978-1-903436-91-2.

Deutsch
- Ulrike Fritz (Hrsg.): William Shakespeare: Romeo and Juliet. Englisch-Deutsche Studienausgabe. Stauffenburg, Tübingen 1999, ISBN 3-86057-554-6.
- Frank Günther (Hrsg.): William Shakespeare: Romeo und Julia. Zweisprachige Ausgabe. Deutscher Taschenbuch Verlag, München 2014, ISBN 978-3-423-12481-2.
- Dietrich Klose (Hrsg.): William Shakespeare: Romeo und Julia. Übersetzt von August Wilhelm Schlegel. Reclam, Stuttgart 2002, ISBN 3-15-000005-X.
- William Shakespeare. Sämtliche Werke. Englisch-Deutsch. Zweitausendeins, Frankfurt am Main 2010, ISBN 978-3-86150-838-0.